# Plecoptera
Os plecópteros (Plecoptera) constituem uma pequena ordem de insetos aquáticos, com pouco mais de 3500 espécies descritas, também conhecidos como perlários ou perlópteros. Eles ocorrem por quase todo o mundo, à exceção da Antártida, e em uma grande variação de altitudes (0 a 5600m). O nome da ordem tem origem na junção de dois radicais gregos: pleco + ptera, que significa asa dobrada. Assemelham-se superficialmente a ortópteros e embiídeos, mas diferem dos primeiros em relação à venação das asas e pelos dois pares de asas serem membranosas; diferem dos embiídeos por não possuírem o primeiro par de pernas especializados para a produção de seda e pela presença de ocelos.
Plecoptera inclui insetos aquáticos hemimetábolos (hexopterigotos) cujos estágios imaturos (ninfas) estão presentes principalmente em águas correntes frias e bem oxigenadas, sendo que o estágio adulto ocupa o ambiente aéreo. O nome Plecoptera vem do grego e significa pleco (entrelaçar, dobrar) + pteron(asa), em relação ao comportamento das asas nos indivíduos adultos. Em inglês, o nome popular deste grupo é "stonefly". Esta ordem apresenta uma diversidade de aproximadamente 3500 espécies descritas, alocadas em 16 famílias. No Brasil, a ordem é composta por duas famílias, Gripopterygidae e Perlidae. A abrangência desses insetos é cosmopolita, ou seja, presente no mundo todo com exceção da Antártida.
Esses animais podem crescer até 50mm e suas asas até 100mm. Por dependerem de aguas limpas e oxigenadas para se reproduzir, não permanecem muito longe do local de deposição dos ovos e sua habilidade de dispersão é limitada. Por esse mesmo motivo, os indivíduos de Plecoptera são utilizados no biomonitoramento dos corpos d'água, uma vez que qualquer mínima alteração na oxigenação e pureza da água, altera o numero de animais presentes (no caso, as ninfas) no local.

## Classificação

### Relação com outros grupos
Plecoptera é um dos grupos mais primitivos de Neoptera, com ancestrais desde o carbonífero. No entanto, a diversidade atual é toda de origem mesozoica.
O grupo pode ser facilmente reconhecido devido a algumas características que ajudam a distingui-los dos Dermaptera e Embioptera, com os quais ele se assemelha muito. Eles têm três segmentos tarsais, mas suas pernas traseiras não são modificadas para saltar como em Orthoptera, assim como grilos e gafanhotos. Eles possuem antenas filiformes e grandes (até metade de seu corpo). Os cercos são longos também, especialmente nas ninfas aquáticas. As asas estão quase sempre presentes, mas às vezes são muito curtas. Elas são dobrados horizontalmente sobre si mesmos.
Os imaturos são chamados de larvas, ninfas ou náiades. Todas as ninfas são aquáticas e parecem os adultos. Eles também têm tarsos de três segmentos e  sempre têm cercos longos enquanto nunca uma terceira cauda central ou filamento caudal mediano. As guelras, se presentes, podem ocorrer em várias partes do tórax e abdome e são compostas por filamentos e não por placas.
Com o cladograma abaixo é possível observar as relações filogenéticas com os outros grupos de Rhipineoptera.
| Rhipineoptera | \| \| Plecoptera (stoneflies) \| \| \| \| \| \| Dictyoptera \| \| \| \| \| \| Orthoptera \| \| \| \| \| \| Phasmatodea \| \| \| \| \| \| Dermaptera \| \| \| \| |
|               | \| \| Plecoptera (stoneflies) \| \| \| \| \| \| Dictyoptera \| \| \| \| \| \| Orthoptera \| \| \| \| \| \| Phasmatodea \| \| \| \| \| \| Dermaptera \| \| \| \| |
|               | Plecoptera (stoneflies) |
|               | |
|               | Dictyoptera |
|               | |
|               | Orthoptera |
|               | |
|               | Phasmatodea |
|               | |
|               | Dermaptera |
|               | |

### Relações filogenética dentro do grupo
O cladograma apresentado mostra que os plecópteros são originalmente separados em duas Subordens: Arctoperlaria e "Antarctoperlaria", sendo a última a razão das dúvidas sobre a filogenia do grupo, em que pode ou não ser considerada como grupo monofilético. Ainda existem muitas dúvidas sobre a classificação da ordem.

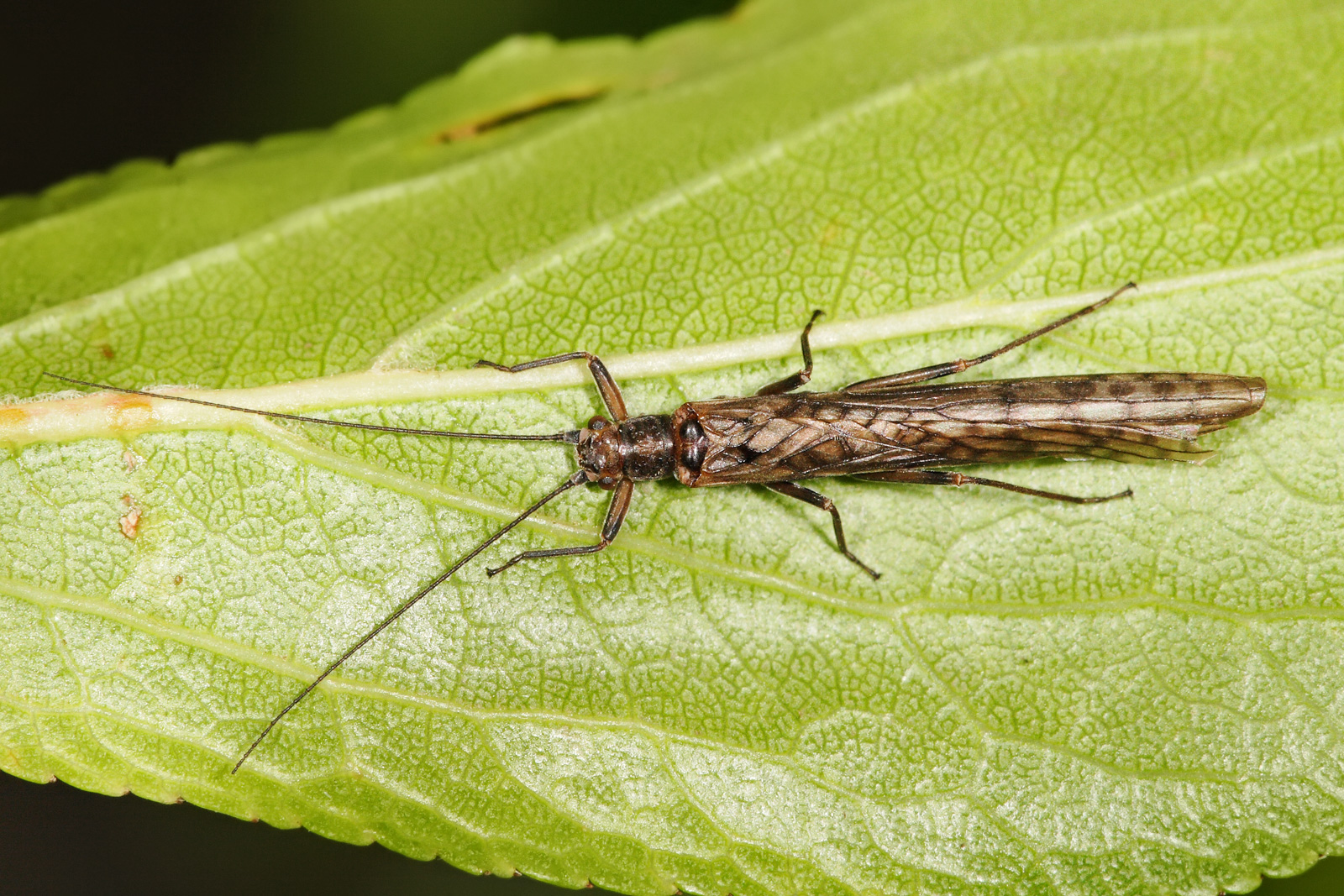
Adulto do grupo Griopopterygidae, Subordem Antarctopelaria

Cladograma 
|  | Diamphipnoidae |
|  |                |
|  | Eustheniidae   |
|  |                |

|  | Austroperlidae  |
|  |                 |
|  | Gripopterygidae |
|  |                 |

|  | Diamphipnoidae |
|  |                |
|  | Eustheniidae   |
|  |                |

|  | Austroperlidae  |
|  |                 |
|  | Gripopterygidae |
|  |                 |

|  | Nemouridae     |
|  |                |
|  | Notonemouridae |
|  |                |

|  | Capniidae  |
|  |            |
|  | Leuctridae |
|  |            |

|  | Nemouridae     |
|  |                |
|  | Notonemouridae |
|  |                |

|  | Capniidae  |
|  |            |
|  | Leuctridae |
|  |            |

|  | Nemouridae     |
|  |                |
|  | Notonemouridae |
|  |                |

|  | Capniidae  |
|  |            |
|  | Leuctridae |
|  |            |

|  | Nemouridae     |
|  |                |
|  | Notonemouridae |
|  |                |

|  | Capniidae  |
|  |            |
|  | Leuctridae |
|  |            |

|  | Styloperlidae |
|  |               |
|  | Peltoperlidae |
|  |               |

|  | Perlodidae     |
|  |                |
|  | Perlidae       |
|  |                |
|  | Chloroperlidae |
|  |                |

|  | Styloperlidae |
|  |               |
|  | Peltoperlidae |
|  |               |

|  | Perlodidae     |
|  |                |
|  | Perlidae       |
|  |                |
|  | Chloroperlidae |
|  |                |

|  | Styloperlidae |
|  |               |
|  | Peltoperlidae |
|  |               |

|  | Perlodidae     |
|  |                |
|  | Perlidae       |
|  |                |
|  | Chloroperlidae |
|  |                |

|  | Styloperlidae |
|  |               |
|  | Peltoperlidae |
|  |               |

|  | Perlodidae     |
|  |                |
|  | Perlidae       |
|  |                |
|  | Chloroperlidae |
|  |                |

|  | Nemouridae     |
|  |                |
|  | Notonemouridae |
|  |                |

|  | Capniidae  |
|  |            |
|  | Leuctridae |
|  |            |

|  | Nemouridae     |
|  |                |
|  | Notonemouridae |
|  |                |

|  | Capniidae  |
|  |            |
|  | Leuctridae |
|  |            |

|  | Nemouridae     |
|  |                |
|  | Notonemouridae |
|  |                |

|  | Capniidae  |
|  |            |
|  | Leuctridae |
|  |            |

|  | Nemouridae     |
|  |                |
|  | Notonemouridae |
|  |                |

|  | Capniidae  |
|  |            |
|  | Leuctridae |
|  |            |

|  | Styloperlidae |
|  |               |
|  | Peltoperlidae |
|  |               |

|  | Perlodidae     |
|  |                |
|  | Perlidae       |
|  |                |
|  | Chloroperlidae |
|  |                |

|  | Styloperlidae |
|  |               |
|  | Peltoperlidae |
|  |               |

|  | Perlodidae     |
|  |                |
|  | Perlidae       |
|  |                |
|  | Chloroperlidae |
|  |                |

|  | Styloperlidae |
|  |               |
|  | Peltoperlidae |
|  |               |

|  | Perlodidae     |
|  |                |
|  | Perlidae       |
|  |                |
|  | Chloroperlidae |
|  |                |

|  | Styloperlidae |
|  |               |
|  | Peltoperlidae |
|  |               |

|  | Perlodidae     |
|  |                |
|  | Perlidae       |
|  |                |
|  | Chloroperlidae |
|  |                |

|  | Nemouridae     |
|  |                |
|  | Notonemouridae |
|  |                |

|  | Capniidae  |
|  |            |
|  | Leuctridae |
|  |            |

|  | Nemouridae     |
|  |                |
|  | Notonemouridae |
|  |                |

|  | Capniidae  |
|  |            |
|  | Leuctridae |
|  |            |

|  | Nemouridae     |
|  |                |
|  | Notonemouridae |
|  |                |

|  | Capniidae  |
|  |            |
|  | Leuctridae |
|  |            |

|  | Nemouridae     |
|  |                |
|  | Notonemouridae |
|  |                |

|  | Capniidae  |
|  |            |
|  | Leuctridae |
|  |            |

|  | Styloperlidae |
|  |               |
|  | Peltoperlidae |
|  |               |

|  | Perlodidae     |
|  |                |
|  | Perlidae       |
|  |                |
|  | Chloroperlidae |
|  |                |

|  | Styloperlidae |
|  |               |
|  | Peltoperlidae |
|  |               |

|  | Perlodidae     |
|  |                |
|  | Perlidae       |
|  |                |
|  | Chloroperlidae |
|  |                |

|  | Styloperlidae |
|  |               |
|  | Peltoperlidae |
|  |               |

|  | Perlodidae     |
|  |                |
|  | Perlidae       |
|  |                |
|  | Chloroperlidae |
|  |                |

|  | Styloperlidae |
|  |               |
|  | Peltoperlidae |
|  |               |

|  | Perlodidae     |
|  |                |
|  | Perlidae       |
|  |                |
|  | Chloroperlidae |
|  |                |

|  | Nemouridae     |
|  |                |
|  | Notonemouridae |
|  |                |

|  | Capniidae  |
|  |            |
|  | Leuctridae |
|  |            |

|  | Nemouridae     |
|  |                |
|  | Notonemouridae |
|  |                |

|  | Capniidae  |
|  |            |
|  | Leuctridae |
|  |            |

|  | Nemouridae     |
|  |                |
|  | Notonemouridae |
|  |                |

|  | Capniidae  |
|  |            |
|  | Leuctridae |
|  |            |

|  | Nemouridae     |
|  |                |
|  | Notonemouridae |
|  |                |

|  | Capniidae  |
|  |            |
|  | Leuctridae |
|  |            |

|  | Styloperlidae |
|  |               |
|  | Peltoperlidae |
|  |               |

|  | Perlodidae     |
|  |                |
|  | Perlidae       |
|  |                |
|  | Chloroperlidae |
|  |                |

|  | Styloperlidae |
|  |               |
|  | Peltoperlidae |
|  |               |

|  | Perlodidae     |
|  |                |
|  | Perlidae       |
|  |                |
|  | Chloroperlidae |
|  |                |

|  | Styloperlidae |
|  |               |
|  | Peltoperlidae |
|  |               |

|  | Perlodidae     |
|  |                |
|  | Perlidae       |
|  |                |
|  | Chloroperlidae |
|  |                |

|  | Styloperlidae |
|  |               |
|  | Peltoperlidae |
|  |               |

|  | Perlodidae     |
|  |                |
|  | Perlidae       |
|  |                |
|  | Chloroperlidae |
|  |                |

|  | Diamphipnoidae |
|  |                |
|  | Eustheniidae   |
|  |                |

|  | Austroperlidae  |
|  |                 |
|  | Gripopterygidae |
|  |                 |

|  | Diamphipnoidae |
|  |                |
|  | Eustheniidae   |
|  |                |

|  | Austroperlidae  |
|  |                 |
|  | Gripopterygidae |
|  |                 |

|  | Nemouridae     |
|  |                |
|  | Notonemouridae |
|  |                |

|  | Capniidae  |
|  |            |
|  | Leuctridae |
|  |            |

|  | Nemouridae     |
|  |                |
|  | Notonemouridae |
|  |                |

|  | Capniidae  |
|  |            |
|  | Leuctridae |
|  |            |

|  | Nemouridae     |
|  |                |
|  | Notonemouridae |
|  |                |

|  | Capniidae  |
|  |            |
|  | Leuctridae |
|  |            |

|  | Nemouridae     |
|  |                |
|  | Notonemouridae |
|  |                |

|  | Capniidae  |
|  |            |
|  | Leuctridae |
|  |            |

|  | Styloperlidae |
|  |               |
|  | Peltoperlidae |
|  |               |

|  | Perlodidae     |
|  |                |
|  | Perlidae       |
|  |                |
|  | Chloroperlidae |
|  |                |

|  | Styloperlidae |
|  |               |
|  | Peltoperlidae |
|  |               |

|  | Perlodidae     |
|  |                |
|  | Perlidae       |
|  |                |
|  | Chloroperlidae |
|  |                |

|  | Styloperlidae |
|  |               |
|  | Peltoperlidae |
|  |               |

|  | Perlodidae     |
|  |                |
|  | Perlidae       |
|  |                |
|  | Chloroperlidae |
|  |                |

|  | Styloperlidae |
|  |               |
|  | Peltoperlidae |
|  |               |

|  | Perlodidae     |
|  |                |
|  | Perlidae       |
|  |                |
|  | Chloroperlidae |
|  |                |

|  | Nemouridae     |
|  |                |
|  | Notonemouridae |
|  |                |

|  | Capniidae  |
|  |            |
|  | Leuctridae |
|  |            |

|  | Nemouridae     |
|  |                |
|  | Notonemouridae |
|  |                |

|  | Capniidae  |
|  |            |
|  | Leuctridae |
|  |            |

|  | Nemouridae     |
|  |                |
|  | Notonemouridae |
|  |                |

|  | Capniidae  |
|  |            |
|  | Leuctridae |
|  |            |

|  | Nemouridae     |
|  |                |
|  | Notonemouridae |
|  |                |

|  | Capniidae  |
|  |            |
|  | Leuctridae |
|  |            |

|  | Styloperlidae |
|  |               |
|  | Peltoperlidae |
|  |               |

|  | Perlodidae     |
|  |                |
|  | Perlidae       |
|  |                |
|  | Chloroperlidae |
|  |                |

|  | Styloperlidae |
|  |               |
|  | Peltoperlidae |
|  |               |

|  | Perlodidae     |
|  |                |
|  | Perlidae       |
|  |                |
|  | Chloroperlidae |
|  |                |

|  | Styloperlidae |
|  |               |
|  | Peltoperlidae |
|  |               |

|  | Perlodidae     |
|  |                |
|  | Perlidae       |
|  |                |
|  | Chloroperlidae |
|  |                |

|  | Styloperlidae |
|  |               |
|  | Peltoperlidae |
|  |               |

|  | Perlodidae     |
|  |                |
|  | Perlidae       |
|  |                |
|  | Chloroperlidae |
|  |                |

|  | Nemouridae     |
|  |                |
|  | Notonemouridae |
|  |                |

|  | Capniidae  |
|  |            |
|  | Leuctridae |
|  |            |

|  | Nemouridae     |
|  |                |
|  | Notonemouridae |
|  |                |

|  | Capniidae  |
|  |            |
|  | Leuctridae |
|  |            |

|  | Nemouridae     |
|  |                |
|  | Notonemouridae |
|  |                |

|  | Capniidae  |
|  |            |
|  | Leuctridae |
|  |            |

|  | Nemouridae     |
|  |                |
|  | Notonemouridae |
|  |                |

|  | Capniidae  |
|  |            |
|  | Leuctridae |
|  |            |

|  | Styloperlidae |
|  |               |
|  | Peltoperlidae |
|  |               |

|  | Perlodidae     |
|  |                |
|  | Perlidae       |
|  |                |
|  | Chloroperlidae |
|  |                |

|  | Styloperlidae |
|  |               |
|  | Peltoperlidae |
|  |               |

|  | Perlodidae     |
|  |                |
|  | Perlidae       |
|  |                |
|  | Chloroperlidae |
|  |                |

|  | Styloperlidae |
|  |               |
|  | Peltoperlidae |
|  |               |

|  | Perlodidae     |
|  |                |
|  | Perlidae       |
|  |                |
|  | Chloroperlidae |
|  |                |

|  | Styloperlidae |
|  |               |
|  | Peltoperlidae |
|  |               |

|  | Perlodidae     |
|  |                |
|  | Perlidae       |
|  |                |
|  | Chloroperlidae |
|  |                |

|  | Nemouridae     |
|  |                |
|  | Notonemouridae |
|  |                |

|  | Capniidae  |
|  |            |
|  | Leuctridae |
|  |            |

|  | Nemouridae     |
|  |                |
|  | Notonemouridae |
|  |                |

|  | Capniidae  |
|  |            |
|  | Leuctridae |
|  |            |

|  | Nemouridae     |
|  |                |
|  | Notonemouridae |
|  |                |

|  | Capniidae  |
|  |            |
|  | Leuctridae |
|  |            |

|  | Nemouridae     |
|  |                |
|  | Notonemouridae |
|  |                |

|  | Capniidae  |
|  |            |
|  | Leuctridae |
|  |            |

|  | Styloperlidae |
|  |               |
|  | Peltoperlidae |
|  |               |

|  | Perlodidae     |
|  |                |
|  | Perlidae       |
|  |                |
|  | Chloroperlidae |
|  |                |

|  | Styloperlidae |
|  |               |
|  | Peltoperlidae |
|  |               |

|  | Perlodidae     |
|  |                |
|  | Perlidae       |
|  |                |
|  | Chloroperlidae |
|  |                |

|  | Styloperlidae |
|  |               |
|  | Peltoperlidae |
|  |               |

|  | Perlodidae     |
|  |                |
|  | Perlidae       |
|  |                |
|  | Chloroperlidae |
|  |                |

|  | Styloperlidae |
|  |               |
|  | Peltoperlidae |
|  |               |

|  | Perlodidae     |
|  |                |
|  | Perlidae       |
|  |                |
|  | Chloroperlidae |
|  |                |

#### Subordens
ANTARCTOPELARIA
Não possuem morfologia externa que evidencie a monofilia, o que é demonstrado apenas por possuirem em comum o mesmo células de cloreto floriforme. A esclerotização espessa na área anal também pode ser usada como sinapomorfia, mas também é vista em outros grupos de plecópteras.
ARCTOPELARIA

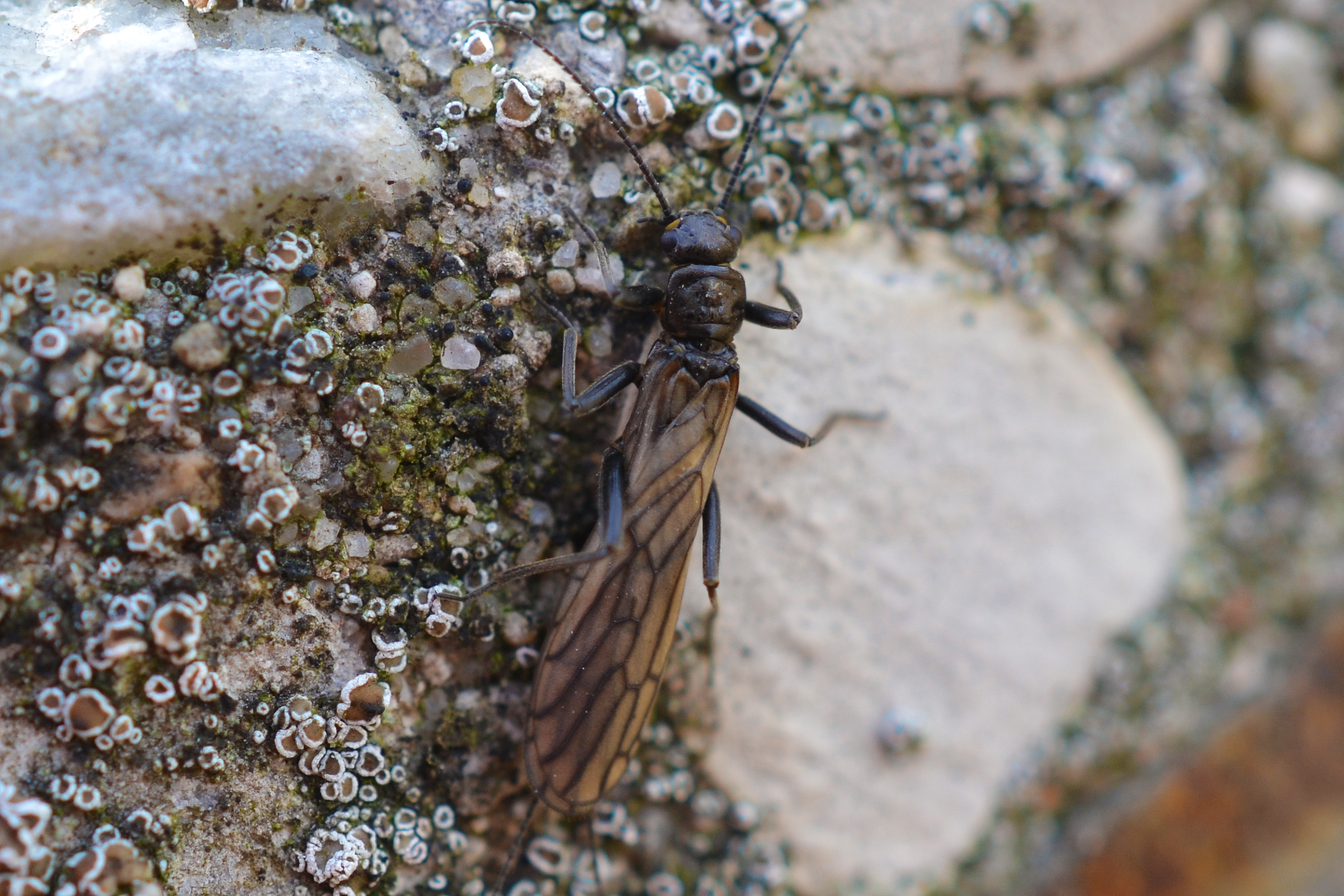
Adulto do grupo Capniidae, subordem Arctopelaria

Dificilmente e considerado um grupo monofilético, mas, esse táxon é sustentado graças a um complexo que envolve tanto o comportamento quanto estrutura relacionada à busca por parceiros. Tremulação, percussão ou comportamento derivado desta, masculino, relacionado a estruturas é encontrado em todos os grupos dessa subordem, exceto Scopuridae. A ocorrência de brânquias cervicais é usado também como proposta de monofilia, mas o apoio do grupo é fraco, apesar de vários tipos de órgãos reguladores só serem vistos nesse grupo.

## Ecologia e Ciclo de Vida
Em relação ao ciclo de vida dos Plecoptera, sabe-se que o  desenvolvimento embrionário pode durar de poucas semanas a vários meses. Por serem insetos hemimetabolos, como comentado anteriormente, apresentam um estagio de ninfa antes de se tornarem adultos. Assim, as ninfas que emergem após o desenvolvimento do embrião necessitam de águas frias e oxigenadas. A duração do estágio ninfal é muito variável de espécie para espécie, sendo que durante um determinado período são realizadas diversas mudas (troca do exoesqueleto), que podem durar de três meses a anos, dependendo também das condições ambientais. Alguns autores  apontam uma variação de 12 a 36 instares (estágio larval) para membros desta ordem, enquanto outros estimam em treze o número de instares de Paragripopteryx anga  (Gripopterygidae). No geral, a maioria dos plecópteros apresenta uma geração por ano (univoltinas). Há aqueles que possuem duas gerações (bivoltinas) e podem ocorrer até três gerações por ano (trivoltinas). Alguns possuem ciclos longos e necessitam de mais de um ano para completá-lo. É importante salientar que grande parte dos estudos sobre o ciclo de vida dos plecópteros se restringe às regiões de clima temperado ou subtropical. O ciclo de vida destes insetos em regiões tropicais é pouco conhecido.

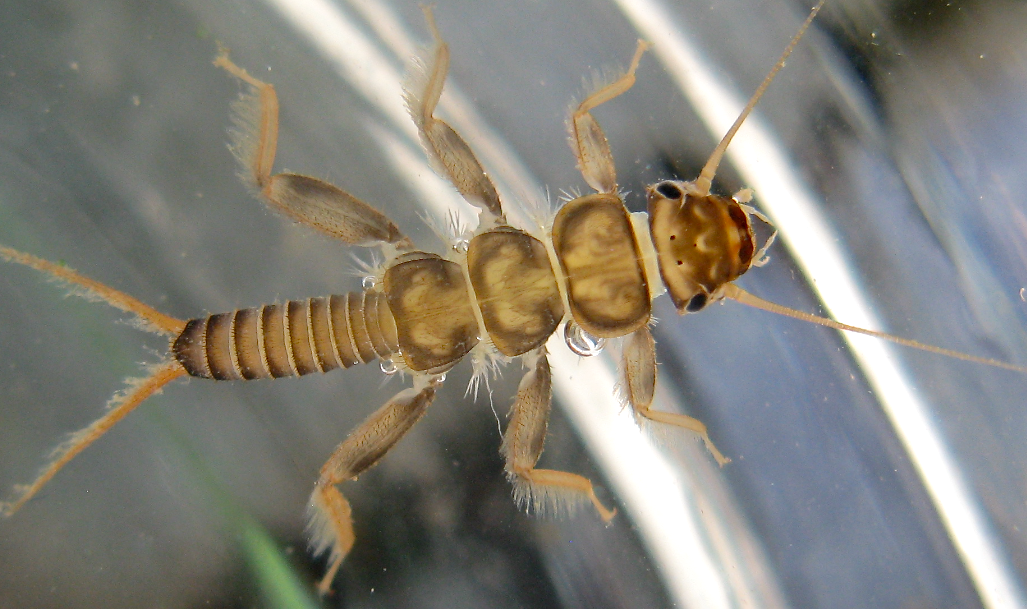
Ninfa de plecoptera

De uma forma geral, as ninfas de Plecoptera se alimentam de uma grande variedade de itens (diatomáceas e outras algas, tecidos de fungos e outros artrópodes), sendo muitas espécies ecléticas em suas dietas.
Dependendo da espécie, os adultos podem ter comportamentos diurnos, crepusculares (no amanhecer ou no anoitecer) ou noturnos. A grande maioria dos plecópteros restringe suas atividades à proximidade dos corpos d’água em que emergem, pois possuem um vôo fraco, ou seja, é possível dizer que os adultos não se distanciam do local onde os ovos são depositados.
Algumas espécies de plecópteros possuem um comportamento peculiar durante a corte, na qual os machos batem o abdome contra o substrato, em uma determinada freqüência e somente as fêmeas virgens respondem ao chamado. Pelas fêmeas não possuírem ovipositor, em muitas espécies a oviposição ocorre da seguinte maneira: os ovos acumulam-se no ápice do abdome formando uma massa; quando o abdome é mergulhado na água corrente os ovos desprendem-se e se deslocam para o fundo ou prendem-se a algum substrato, sendo que muitos plecópteros põem seus ovos durante o vôo

Os hábitos alimentares de plecópteros adultos são variáveis, sendo que alguns gêneros alimentam-se de tipos de esporos e pólen e outros plecópteros se alimentam de algas verdes, liquens, botões foliares ou de frutos. No caso dos Perlídeos ocorre apenas a ingestão de água, tendo este grupo as peças bucais atrofiadas. 

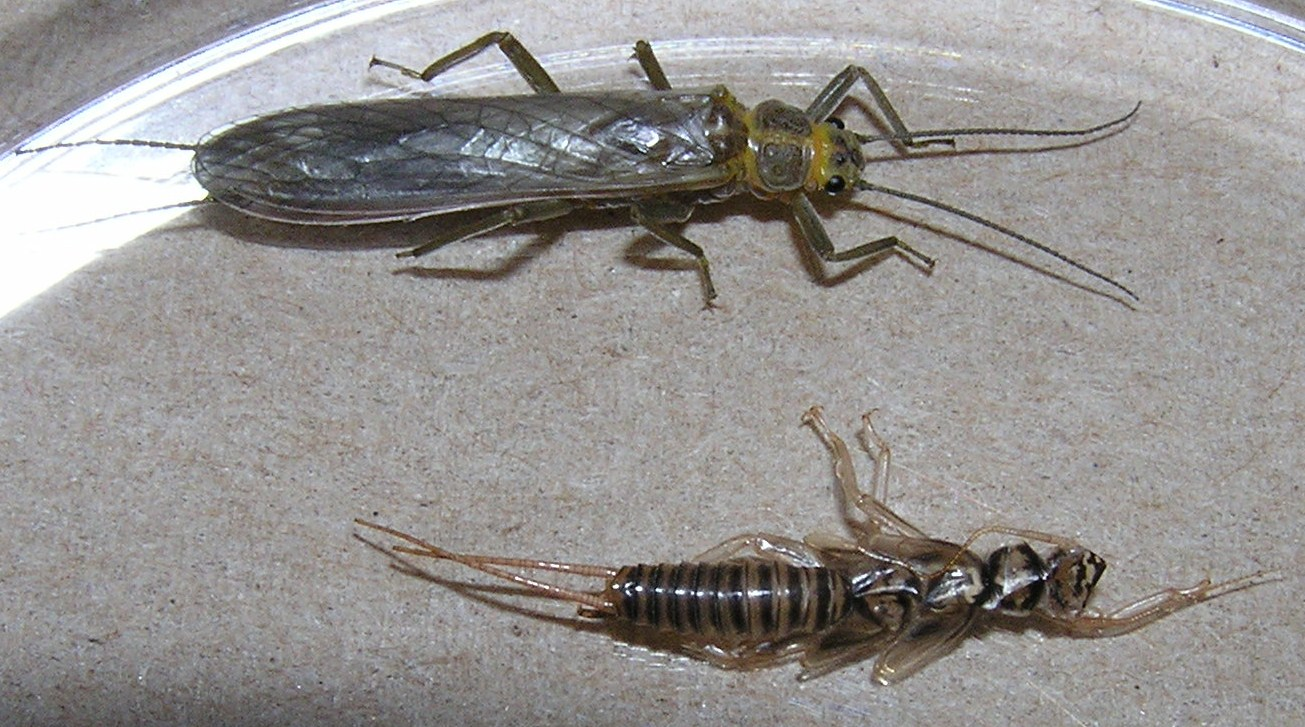
Última troca de muda, fêmea de plecoptera

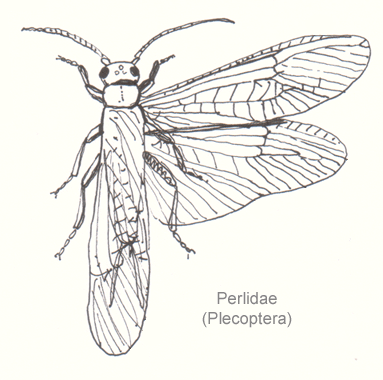
Dobramento da asa sobre o corpo de perlidae sp.

Os plecopteros possuem divisão do corpo característica dos insetos primitivos, ou seja, cabeça, tórax dividido em três segmentos, sendo o protórax bem desenvolvido, e abdômen segmentado.

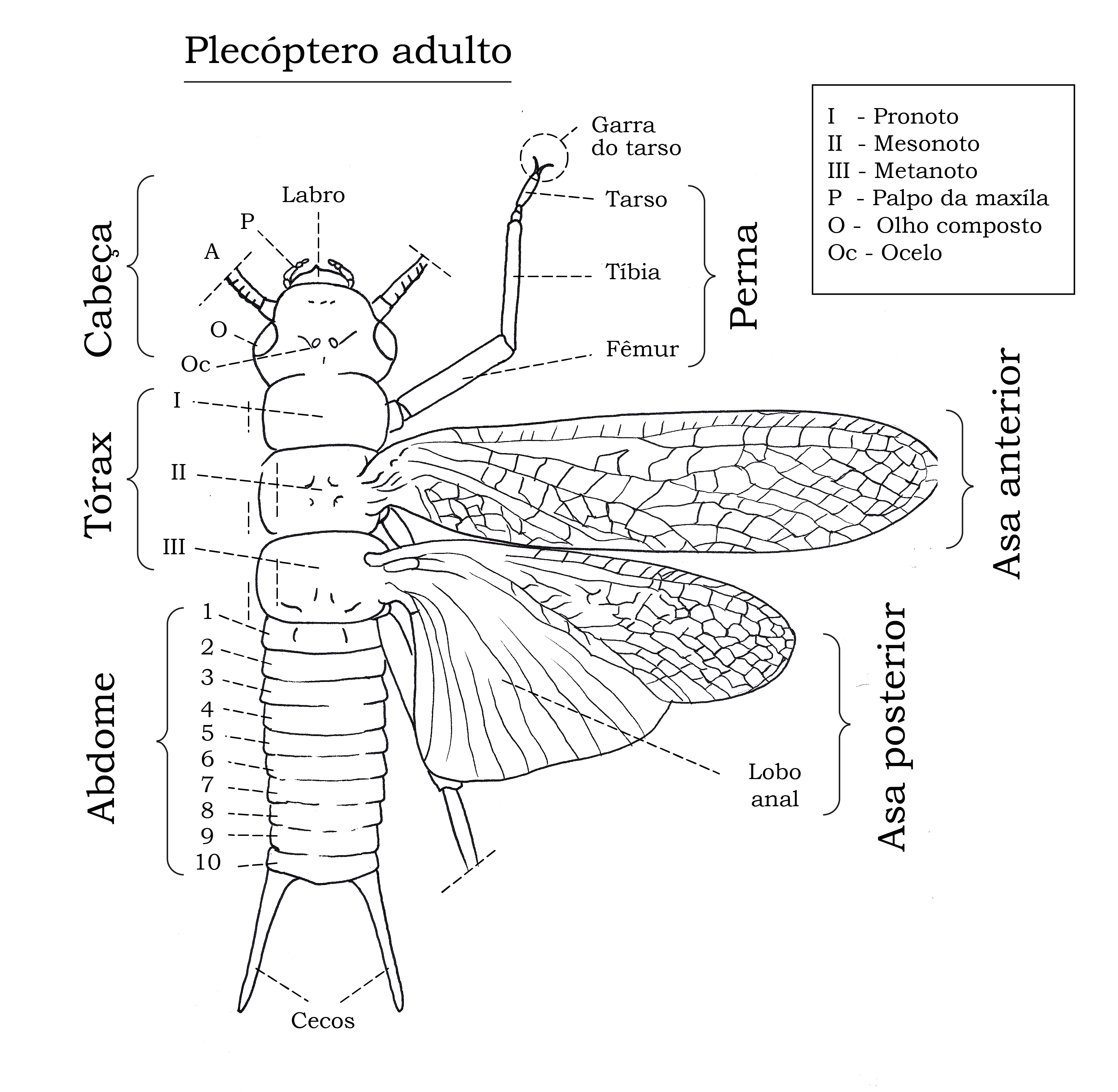
Morfologia de um adulto de Plecoptera

Os machos são, em geral, menores que as fêmeas de sua espécie. Possuem corpo mole, alongado e achatado dorsoventralmente, medindo de 4 a 60mm de comprimento. Geralmente possuem coloração acinzentada ou marrom, porém algumas espécies apresentam tons de amarelo e laranja. A cabeça tem formato triangular e prognata. As peças bucais são mastigadoras, sendo elas o labro, mandíbulas (com três artículos) , maxila com palpo com cinco artículos, e lábio. São classificados como Neópteros pois suas asas se dobram sobre o corpo. Normalmente possuem cercos longos e multiarticulados no final do abdome.
A Ordem Plecoptera, por ser hemimetábola possui seu desenvolvimento com passagem pelo estágio de ninfa (imaturo) para posteriormente se tornar um imago (adulto). Ambos os estágios do desenvolvimento possuem características semelhantes, sendo utilizado para sua diferenciação os órgãos genitais externos e as asas. Dito isso é possível perceber diferenças na morfologia de cada estágio.

## Adulto
Os adultos neópteros são de vida terrestre, sendo encontrados sempre próximos a corpos d’água, sob pedras e folhagens. Têm Antenas longas e filiformes, inseridas lateralmente na cabeça, perto da inserção da mandíbula, olhos compostos  bem desenvolvido e presença de dois ou três ocelos. Possuem dois pares de asas membranosas, sendo o primeiro par mais estreito e o par posterior com lobo anal largo. Em espécies do Brasil, as asas são sempre mais longas que o abdôme. Em algumas regiões encontram-se formas ápteras (sem asas) ou branquípteras (asas curtas). Espiráculos estão presentes do primeiro ao oitavo segmento abdominal.

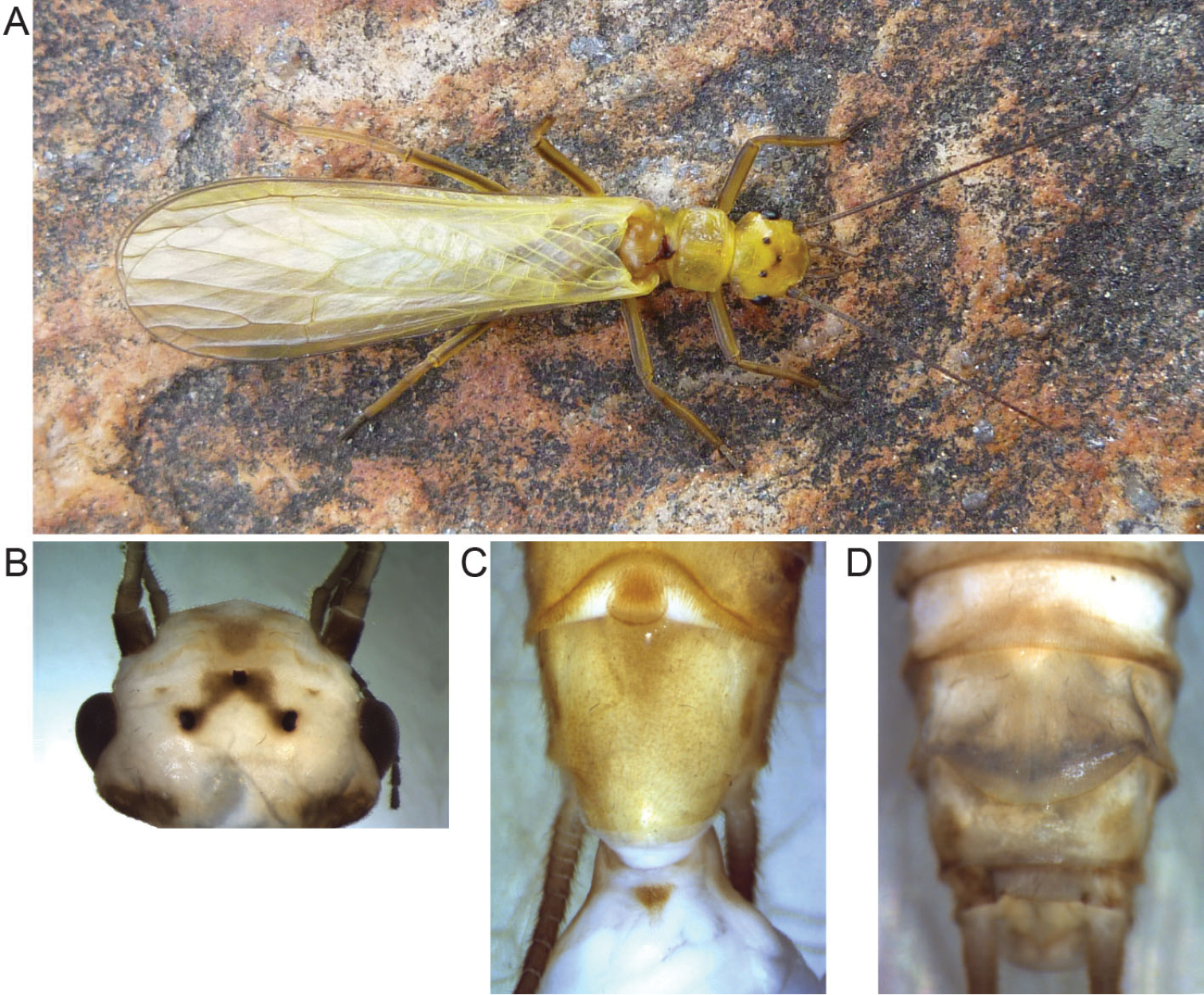
Isoperla claudiae sp. n. A Isoperla claudiae sobre uma rocha B Cabeça C Vista ventral do abdômen masculino com o pênis extrusado D Vista frontal do abdômen feminino

O abdômen é alongado e achatado dorsoventralmente, composto de onze segmentos, com dez deles distinguíveis. A genitália da fêmea não possui estruturas complexas, apenas uma placa genital  localizada no oitavo esternito que cobre o gonóporo. Os machos possuem estruturas genitais complexas e variáveis, assim como placas genitas. A placa genital nos machos é  localizada no nono esternito.

## Imaturo

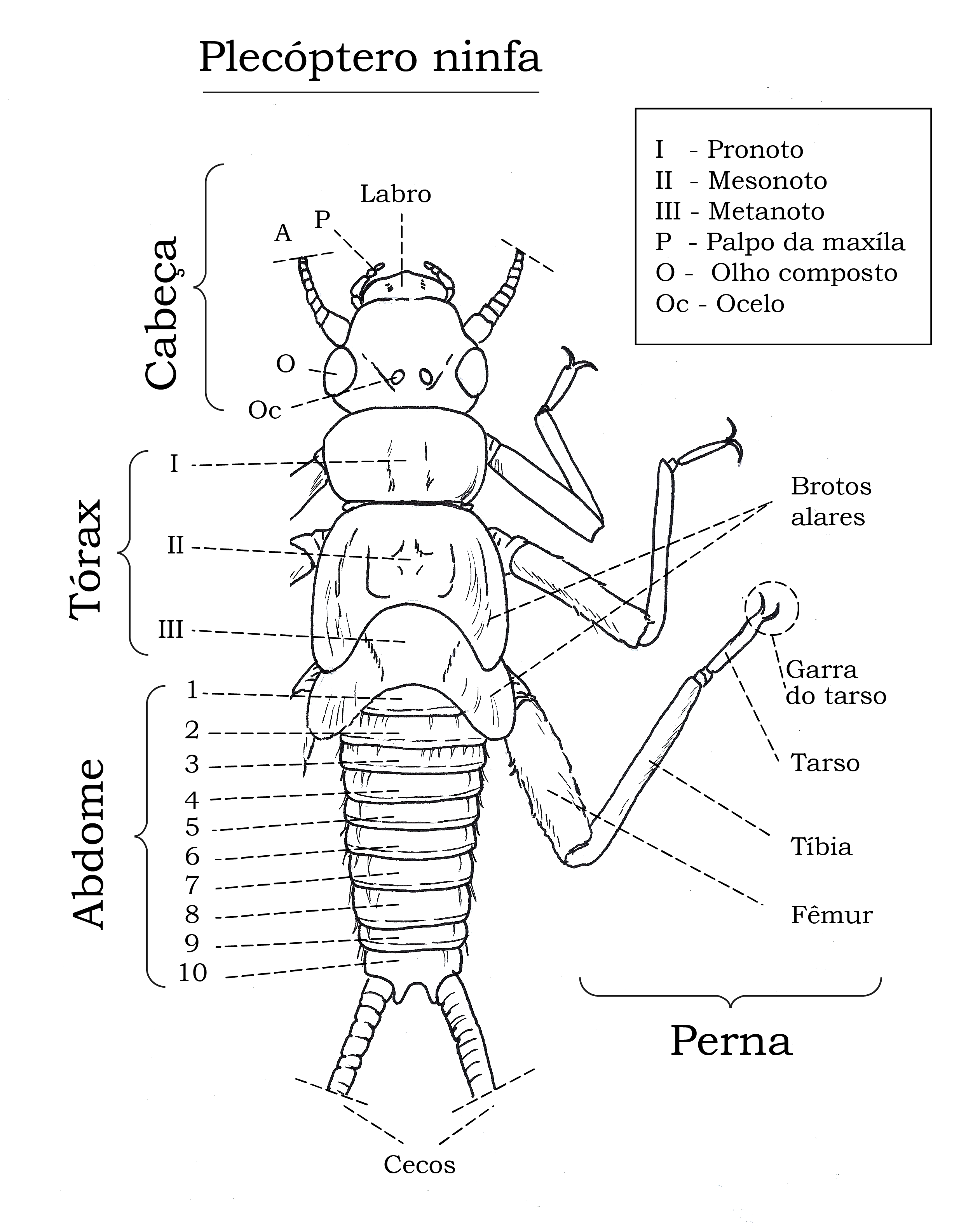
Morfologia da ninfa de Plecoptera

As ninfas assemelham-se bastante a forma adulta, porém não possuem asas desenvolvidas, apenas brotos alares, que vão se desenvolvendo a medida que o animal faz mudas, aumentando de tamanho e aproximando-se da forma adulta. Por serem aquáticos, possuem brânquias, que podem ser localizadas em varias partes do corpo, como atrás da cabeça, na base das pernas ou ao redor do ânus.

## Fisiologia

### Importância Econômica
São associados a águas frias e com alto nível de oxigênio dissolvido, o que os torna importantes bioindicadores. Além disso há uma preocupação com esses animais pois estudo de ecólogos revelam que invertebrados de água doce estão se extinguindo duas vezes mais rápido que qualquer outro ecossistema devido às mudanças climáticas.

### Respiração
Ninfas dessa espécie possuem brânquias filamentosas, podendo ser ramificadas ou não, elas podem estar localizadas em diferentes posições como tórax e abdôme, porém algumas espécies podem não apresentar essa estrutura, acredita-se também que façam trocas gasosas pelo tegumento e cutícula.
Adultos respiram através dos espiráculos que são a bertura para que o ar entre em suas traquéias.

### Alimentação
A alimentação varia com a espécie e o estágio do desenvolvimento, podendo ser detritívoros ou predadores na fase de ninfa. Em estágios menos desenvolvidos tendem a ser mais herbívoros detritívoros, e em mais avançados, onívoros carnívoro. Em casos de predadores, normalmente ingerem a presa inteira .  Em algumas espécies, os adultos não se alimentam, sendo eles das famílias Pteronarcidae, Peltoperlidae, Perlidae, Chloroperlidae e Perlodidae, porém bebem água. A dieta mais comum ente adultos que se alimentam é constituída de liquens e plantas que crescem em troncos e pedras, embora algumas espécies alimentem-se de néctar e folhas. Os adultos de alguns plecoptera australianos consomem madeira em decomposição como parte de sua dieta. A madeira aparentemente contém um nutriente essencial na produção de ovos.

### Reprodução
Geralmente apresentam ritual de cópula, em que os machos batem as pernas no substrato em um ritmo específico, e são respondidos pelas fêmeas. Durante o acasalamento, o macho se posiciona por cima da fêmea, dobrando o abdome para baixo.

## Biomonitoramento
Plecópteros são tão amplamente usados como bioindicadores de qualidade de água que fazem parte de três grupos que formam o índice EPT (Ephemeroptera, Plecoptera, e Trichoptera). Por serem compostos por insetos aquáticos abundantes em águas limpas, esse índice considera a riqueza dos três grupos no local estudado para inferir a qualidade do corpo d'água e grau de poluição.

## Importância antropológica
Os plecópteros, assim como a maioria dos demais insetos e outros Artrópodos serviam de alimento para os nativos do Novo Mundo.
Índios do oeste da América do Norte apreciavam os insetos aquáticos salmon fly (Pteronarcys california) cozidos. Quando havia muitos eram secos e guardados para serem consumidos durante o inverno.
Professor Bill P. Stark, da Universidade de Mississippi (EUA), especialista em Plecoptera: https://www.mc.edu/faculty/u/stark
Site "Discover Life"sobre Plecoptera, é possível obter informações sobre a historia desse grupo, onde encontrar, fotos de adultos e ninfas e como diferenciá-los : http://www.discoverlife.org/20/q?search=Plecoptera